# Kälktjärnen, Västmanland
Kälktjärnen är en sjö i Ljusnarsbergs kommun i Västmanland och ingår i Norrströms huvudavrinningsområde. Sjön är 7,5 meter djup, har en yta på 0,132 kvadratkilometer och är belägen 298,3 meter över havet. Sjön avvattnas av vattendraget Kölsjöån.

## Delavrinningsområde
Kälktjärnen ingår i det delavrinningsområde (664476-146424) som SMHI kallar för Inloppet i Kölsjön. Medelhöjden är 301 meter över havet och ytan är 42,72 kvadratkilometer. Det finns inga avrinningsområden uppströms utan avrinningsområdet är högsta punkten. Kölsjöån som avvattnar avrinningsområdet har biflödesordning 3, vilket innebär att vattnet flödar genom totalt 3 vattendrag innan det når havet efter 252 kilometer. Avrinningsområdet består mestadels av skog (88 procent). Avrinningsområdet har 1,83 kvadratkilometer vattenytor vilket ger det en sjöprocent på 4,3 procent.